# Autonoe (astronomia)
Autonoe, o Giove  XXVIII, è un satellite naturale minore del pianeta Giove; dal diametro di circa 4 km, orbita attorno al pianeta in direzione retrograda.
Il satellite deve il suo nome al personaggio di Autonoe, figlia di Cadmo e di Armonia secondo la mitologia greca.

## Storia
Autonoe venne scoperto nel dicembre 2001 da un gruppo di ricerca dell'Università delle Hawaii composto da Scott Sheppard, David Jewitt e Jan Kleyna; gli fu inizialmente attribuita la designazione provvisoria S/2001 J 1.

## Parametri orbitali
In virtù dei suoi parametri orbitali Autonoe è comunemente considerato un membro del gruppo di Pasife, che si compone dei satelliti gioviani con semiassi maggiori compresi fra 22,8 e 24,1 milioni di chilometri, e con inclinazioni orbitali comprese fra 144,5° e 158,3°.
Autonoe orbita attorno a Giove in 719,01 giorni, a una distanza di 24.264.000 km. La sua orbita ha un'inclinazione di 151° rispetto all'eclittica (150° rispetto al piano equatoriale di Giove); il moto è retrogrado e l'eccentricità orbitale è di 0,369.

## Denominazione
La denominazione ufficiale fu assegnata nell'agosto 2003, assegnando al satellite il nome di Autonoe, figlia di Cadmo e di Armonia secondo la mitologia greca. Secondo una delle varie versioni del mito fu amata da Zeus e divenne madre delle Grazie.